# Karl-Heinz Dietzel
Karl-Heinz Dietzel (* 16. August 1893 in Dresden; † 3. November 1951 in Marburg) war ein deutscher Geograph und Völkerkundler.
Dietzel studierte Anthropologie, Geographie, Geschichte, Rechtswissenschaften und Germanistik an der Leipziger Universität, u. a. bei Joseph Partsch, Hans Meyer and Karl Weule. 1917 promovierte er in Geographie über das zentralafrikanische Seengebiet und legte 1920 das Staatsexamen in Geographie, Germanistik und Geschichte ab. Am Leipziger Königin-Carola-Gymnasium legte er das Referendariat ab. Er wurde Assistent am Institut für Kolonialgeographie in Leipzig, dem seit 1915 Hans Meyer vorstand. Dietzel habilitierte sich 1932 über Südafrika und unternahm Forschungsreisen nach Westafrika. 1938 übernahm er von Heinrich Schmitthenner das Institut und die Professur für Kolonialgeographie der Universität Leipzig. Dietzel war Mitglied der DDP 1919-1920, Wissenschaftlicher Leiter im Reichskolonialbund und trat 1933 der NSV sowie 1937 dem NS-Dozentenbund bei. Am 23. November 1937 beantragte er die Aufnahme in die NSDAP und wurde rückwirkend zum 1. Mai desselben Jahres aufgenommen (Mitgliedsnummer 5.336.214).
Dietzel wurde 1945 von der US-Armee nach Weilburg (Lahn) evakuiert und war Teilnehmer der ersten Tagung deutscher Anthropologen nach dem Zweiten Weltkrieg vom 19. bis 21. September 1946 in Frankfurt am Main. 1946 wurde er von der Philipps-Universität Marburg auf den Lehrstuhl für Überseegeographie und Völkerkunde der Tropen berufen.

## Schriften
- Länderkunde von Afrika und Südamerika (mit Bernhard Brandt, ca. 1910)
- Versuch einer geographischen Charakterisierung des ostafrikanischen Zwischenseengebietes. (= Dissertation 1917)
- Alexander von Humboldts Natur- und Kulturschilderungen (1923)
- Koloniale Studien. Hans Meyer zum siebzigsten Geburtstag am 22. März 1928, dargebracht von seinen Freunden, Verehrern und Schülern (mit Hans Rudolphi, 1928)
- Deutsche kolonisieren: Berichte berühmter Kolonial-Deutscher (mit Kurt Kietz, 1934)
- Die südafrikanische Union. Ihre Entstehung und ihr Wesen (Beiheft zur Kolonialen Rundschau, Nr. 1, 1934)
- Die deutschen Kolonien. Eine historisch-geographische Darstellung ihres Werdens und Wesens. Bibliographisches Institut, Leipzig 1935.
- Deutsche Kolonialpolitik 1884–1914 und ihre Lehren (1936)
- Lebensraumfragen Europäischer Völker, Band I: Europa (1939)
- Die Grundzüge der deutschen Kolonialpolitik vor dem Weltkriege (Kriegsvorträge der Rheinischen Friedrich-Wilhelms-Universität Bonn – Europa und die Kolonien, 1941)
- Lebensraumfragen europäischer Völker, Band 2: Europas koloniale Ergänzungsräume (mit Oskar Schmieder und Heinrich Schmitthenner, 1941)